# Język bobot
Język bobot, także: ahtiago, atiahu, hatumeten, ntau, werinama – język austronezyjski używany w prowincji Moluki w Indonezji, na wyspie Seram. Według danych z 1989 roku posługuje się nim 4500 osób.
Jego użytkownicy zamieszkują fragment wschodniej części wyspy (kecamatan Werinama, kabupaten Seram Bagian Timur, od wsi Atiahu na południowym wschodzie do Kota Baru; także wioska Tunsai w rejonie Liana).
Hatumeten to również nazwa jednej z wsi na wybrzeżu.
Nie wykształcił piśmiennictwa.